# Alleyne Francique
Alleyne Jeremy Francique (7 giugno 1976) è un ex velocista grenadino.

## Palmarès
| Anno | Manifestazione          | Sede                | Evento      | Risultato  | Prestazione | Note |
| ---- | ----------------------- | ------------------- | ----------- | ---------- | ----------- | ---- |
| 1996 | Giochi olimpici         | Atlanta             | 4×400 m     | Batteria   | dq          |      |
| 1999 | Giochi panamericani     | Winnipeg            | 400 m piani | Batteria   | 46"46       |      |
| 1999 | Mondiali                | Siviglia            | 400 m piani | Batteria   | 47"49       |      |
| 2001 | Campionati CAC          | Città del Guatemala | 400 m piani | 4º         | 45"95       |      |
| 2001 | Mondiali                | Edmonton            | 400 m piani | 6º         | 46"23       |      |
| 2002 | Giochi del Commonwealth | Manchester          | 400 m piani | 5º         | 45"47       |      |
| 2003 | Mondiali indoor         | Birmingham          | 400 m piani | Batteria   | dq          |      |
| 2003 | Campionati CAC          | St. George's        | 400 m piani | Oro        | 45"27       |      |
| 2003 | Campionati CAC          | St. George's        | 4×400 m     | 5º         | 3'06"98     |      |
| 2003 | Giochi panamericani     | Santo Domingo       | 400 m piani | Bronzo     | 45"51       |      |
| 2003 | Giochi panamericani     | Santo Domingo       | 4×400 m     | 8º         | 3'09"50     |      |
| 2003 | Mondiali                | Parigi              | 400 m piani | 6º         | 45"48       |      |
| 2004 | Mondiali indoor         | Budapest            | 400 m piani | Oro        | 45"88       |      |
| 2004 | Giochi olimpici         | Atene               | 4×400 m     | 4º         | 44"66       |      |
| 2005 | Mondiali                | Helsinki            | 4×400 m     | Semifinale | 46"59       |      |
| 2006 | Mondiali indoor         | Mosca               | 400 m piani | Oro        | 45"54       |      |
| 2006 | Giochi del Commonwealth | Melbourne           | 400 m piani | Argento    | 45"09       |      |
| 2006 | Giochi CAC              | Cartagena           | 400 m piani | Argento    | 45"44       |      |
| 2007 | Giochi panamericani     | Rio de Janeiro      | 400 m piani | 5º         | 45"49       |      |
| 2007 | Mondiali                | Osaka               | 400 m piani | Semifinale | 45"41       |      |
| 2008 | Mondiali indoor         | Valencia            | 400 m piani | Batteria   | 48"64       |      |
| 2008 | Giochi olimpici         | Pechino             | 400 m piani | Batteria   | 46"15       |      |